# Bryan Steel
Bryan Steel, född den 5 januari 1969 i Nottingham, är en brittisk tävlingscyklist som tog OS-guld i lagförföljelsen vid olympiska sommarspelen 2000 i Sydney och därefter ingick han i laget, även om han inte körde i finalen, som tog OS-silver i samma disciplin 2004 i Aten.